# マラック・グールディング
サー・マラック・グールディング（Sir Marrack Goulding KCMG、1936年9月2日 - 2010年7月9日）は、イギリスの外交官である。国連事務次長を11年以上務めた。

## 若年期
デヴォン州プリマスで1936年9月2日に生まれた。父は高等裁判所判事のアーヴァイン・グールディングである。ロンドンのセント・ポールズ・スクールを卒業後、オックスフォード大学モードリン・カレッジで古典学科(Litererae Humaniores)を学んだ。

## キャリア

### 外務省
グールディングは1959年より外交官勤務となり、1961年に在クウェート大使館員として派遣された。1964年にイギリスに戻り、外務・英連邦省勤務となった。1968年には再び在外公館勤務となり、トリポリ、リビア、カイロのイギリス大使館に派遣された。
その後の数年間はイギリスで過ごし、3人の外務・英連邦担当国務大臣（ロイ・ハタズリー、ジュリアン・アメリーほか）の秘書官として外務省に勤務し、その後、内閣府で勤務した。1977年に在リスボン大使館、1979年にニューヨークの国連代表部に赴任した。1983年には在アンゴラ、サントメ・プリンシペ英国大使に任命され、1985年までその職を務めた。

### 国連
1986年1月1日、ハビエル・ペレス・デ・クエヤル事務総長の下で国連の特別政治問題担当事務次長(USG)に就任した。それから1993年3月まで国連平和維持活動(PKO)を指揮し、ブトロス・ブトロス＝ガーリ事務総長の任期中の1992年には平和維持活動局の創設を主導した。
1993年3月、政治担当事務次長となった。コフィー・アナン事務総長の任期中の1997年7月に国連事務次長を退任したが、そのとき、グールディングは「事実上、国連で2番目に力を持った人物」であった。

### オックスフォード大学
グールディングは1996年11月にオックスフォード大学セント・アントニーズ・カレッジの学長(Warden)に任命され、1997年10月1日に就任し、2006年9月30日に退任した。

## 国連退職後の政治活動
2004年、52人の元イギリス外交官が国の中東政策を批判する書簡に署名したが、グールディングもその一人である。政府はその書簡で提起された批判を否定したが、グールディングは、現役の外務省職員の中にもその意見に賛同する者がいることを示唆した。
また、別のときには、イラクからアメリカ軍を撤退させて、治安維持活動の権限をアラブのイスラム諸国から国連が承認した多国籍軍に移すことを求めていた。

## 著述活動
グールディングは、2003年に、在任中の国連の内幕とその活動を記した"Peacemonger"（平和の商人）を執筆した。また、『アフリカン・アフェアーズ』誌や『インターナショナル・アフェアーズ』誌など、様々な学術誌に論文を発表している。
2007年、国際・国家安全保障と防衛の研究への顕著で独創的な貢献をした書籍の著者に授与されるウェストミンスター公爵軍事文学賞を受賞した。